# 딥 스로트 (영화)
《딥 스로트》(Deep Throat)는 1972년에 개봉된 미국의 포르노 영화이다. 《목구멍 깊숙이》라고 번역하기도 한다. 제라드 다미아노가 각본, 감독을 맡았으며 린다 러브레이스가 주연을 맡았다. 주류 영화관에도 개봉하는 등 포르노 영화 역사상 가장 성공적인 영화였으며 현대 미국 사회에 많은 영향을 미쳤다.

## 줄거리
성생활에 만족하지 못하던 린다 러브레이스(주인공이 실제 이름으로 출연하였음)는 의사의 진찰 결과 클리스토리스가 목구멍에 있다는 것을 알게 된다. 린다는 많은 남자들과 구강성교를 하면서, 진정한 오르가슴을 느낄 수 있게 된다.
영화의 상영 시간은 61분이다. 성적인 대사가 많이 등장하고 종이 울리는 것으로 오르가슴을 표현하기도 하는 등, 오늘날 일반적으로 유행하는 포르노 영화와는 다른 점도 많이 보인다. 구강 성교 및 항문 성교 장면도 포함하고 있어서 MPAA(미국 영화산업협회)로부터 X 등급을 받았다.

## 출연

### 주연
- 린다 러브레이스
- 해리 림스

### 조연
- 돌리 샤프
- 빌 해리슨
- 캐롤 코너스
- 밥 필립스
- 윌리엄 러브

## 대중문화에 끼친 영향
딥 스로트는 마찬가지로 1972년에 개봉한 《초록문 너머》(Behind the Green Door)와 함께 미국 사회에서 포르노 붐을 일으켰다. 이로 인해서 일행과 함께 포르노 영화를 보러 가는 것이 유행처럼 번지기도 했다. 1973년부터 비디오 테이프로도 판매되었는데 이것은 미국에서 비디오 테이프 플레이어가 대중화된 1977년보다 훨씬 앞선 것이었다.
이 영화의 제목도 대중 문화의 중요한 아이콘이 되었다. 가장 유명한 것은 워싱턴 포스트의 하워드 시몬스가 워터게이트 스캔들의 베일에 싸인 정보원의 이름을 딥 스로트라고 부른 것이다. 이후에는 ‘딥 스로트’는 ‘내부제보자’라는 뜻의 일반명사처럼 사용되었다.
딥 스로트는 미국에서 전국적으로 개봉한 세 번째의 포르노 영화였다. 이보다 앞선 포르노 영화로는 1970년에 《Mona》, 1971년에 《School Girl》이 개봉했다. 영화제작에 2만 5천 달러를 들였지만, 약 6억 달러의 수익을 올린 것으로 추정된다. 그러나 주인공이었던 린다 러브레이스에게는 금전적인 이익이 거의 돌아가지 않았다.